# Grégoire Coudert
Pour les articles homonymes, voir Coudert.
Grégoire Coudert, né le 3 avril 1999 à Rodez, est un footballeur français qui évolue au poste de gardien de but au Stade brestois 29.

## Biographie

### Jeunesse et début
Il se dirige dès l'âge de cinq ans vers football et plus particulièrement le poste de gardien de but. Il commence le football au Rodez AF mais change de club quelques années plus tard après le déménagement de la famille à Brive. C'est là qu'il rejoint l'Étoile Sportive Aiglons Briviste. Pendant deux saisons, il pratique en même temps du football et du rugby au CA Brive. Mais cela devient compliqué de pratiquer les deux en même temps, il décide donc de garder le football.
En ce concentrant seulement sur le football, il est détecté par des grands clubs comme l'AS Saint-Étienne ou bien encore un an plus tard le Toulouse FC où il fait des essais, mais aucun des deux stages ne se révèle concluant.

### Signature au Tours FC
En 2014, le Tours FC le repère et fait appel à lui. Après être passé par les équipes de jeunes du Tours FC et même l'équipe réserve, il participe en 2018 à la coupe Gambardella avec l'équipe des moins de 19 ans et atteint la finale, perdue deux buts à un face à l'ES Troyes AC.
Il joue ses premiers matchs officiels avec l'équipe première au 7e et 8e tour de Coupe de France lors de deux victoires huit à zéro contre le FC Argenton et quatre à deux face au Limoges FC en novembre et décembre 2017. Il gagne petit à petit la confiance de son coach Jorge Costa, grâce à cette confiance et dispute son premier match de Ligue 2 le 8 décembre 2017 contre l'AS Nancy-Lorraine, défaite deux buts à un. En fin de saison le club est rétrogradé.

### Départ à l'Amiens SC
À l'été 2019 et après une saison en National et à la suite du dépôt de bilan du club, il quitte le club. Il pense pouvoir rejoindre le Toulouse FC qui lui dit oui mais le club toulousain recrute finalement un autre et il se retrouve sans club, à retourner chez ses parents en attendant de retrouver un club. C'est finalement l'entraineur des gardiens de l'Amiens SC, Olivier Blondel qui l'appelle pour intégrer la réserve. Il va rapidement prendre le poste de titulaire ainsi que le brassard, à force de persévérance et travail et signe son premier contrat professionnel en 2020 pour une saison en tant que 3e gardien .
Il prend part à deux matchs de Ligue 2 en fin de saison.

### Départ au Stade brestois
En fin de contrat, il a la possibilité de prolonger au club ou de rejoindre le stade brestois 29 qui évolue en Ligue 1 où il devient le 4e gardien derrière Gautier Larsonneur  et Sébastien Cibois et Marco Bizot qui arrive la même année. Il évolue donc en grande partie avec l'équipe réserve la première année.
La saison suivante voit le départ de Gautier Larsonneur lors du mercato hivernal et il devient le 3e gardien dans la hiérarchie.
En fin de contrat au SB29, il se voit proposer une prolongation et devient le doublure de Marco Bizot. Le club officialise sa prolongation le 1er aout 2023 , le liant au club jusqu'en 2026. Son premier match avec le Stade brest a lieu le 6 janvier 2024, lors du 5e tour de la coupe de France et une victoire un but à zéro contre le SCO Angers. Il joue son premier match en Ligue 1 aura eu lieu le 11 février suivant en entrant à la 88e contre le Clermont Foot 63 à la suite du carton rouge reçu par Marco Bizot avant d'être titularisé la semaine suivante contre l'Olympique de Marseille où il effectue un 1er clean Sheet pour son 1er match en ligue 1 et une victoire un but à zéro. Il réaliste un nouveau clean shette à la suite du 2e match de suspension de Marco Bizot lors d'une victoire trois buts à zéro contre le RC Strasbourg.
En fin de saison, le club termine à la 3e place de ligue 1, qui lui permet de se qualifier en Ligue des champions. Le club réussit à sortir de la phase de poule et il est titularisé lors du match retour de barrage lors d'une défaite sept buts à zéro contre le Paris Saint-Germain.
À la suite de cette saison pleine, il prolonge de nouveau en septembre 2024 jusqu'en 2027.
Lors du match retour des barrages de ligue des champions 2024-2025 contre le PSG son coach Eric Roy décidera de l'aligner en tant que titulaire à la place de Marco Bizot. Où le SB29 perdra 7-0.

## Statistiques
| Saison                | Club                  | Championnat           | Championnat | Championnat | Coupe nationale | Coupe nationale | Coupe de la Ligue | Coupe de la Ligue | Compétition(s) continentale(s) | Compétition(s) continentale(s) | Compétition(s) continentale(s) | Total | Total |
| Saison                | Club                  | Division              | M.          | B.          | M.              | B.              | M.                | B.                | Comp.                          | M.                             | B.                             | M.    | B.    |
| 2017-2018             | Tours FC              | Ligue 2               | 2           | 0           | 2               | 0               | 1                 | 0                 | -                              | -                              | -                              | 5     | 0     |
| 2018-2019             | Tours FC              | National              | 3           | 0           | 1               | 0               | -                 | -                 | -                              | -                              | -                              | 4     | 0     |
| Sous-total            | Sous-total            | Sous-total            | 5           | 0           | 3               | 0               | 1                 | 0                 | -                              | -                              | -                              | 9     | 0     |
| 2019-2020             | Amiens SC             | Ligue 1               | -           | -           | -               | -               | -                 | -                 | -                              | -                              | -                              | 0     | 0     |
| 2020-2021             | Amiens SC             | Ligue 2               | 2           | 0           | -               | -               | -                 | -                 | -                              | -                              | -                              | 2     | 0     |
| Sous-total            | Sous-total            | Sous-total            | 2           | 0           | -               | -               | -                 | -                 | -                              | -                              | -                              | 2     | 0     |
| 2021-2022             | Stade brestois 29     | Ligue 1               | -           | -           | -               | -               | -                 | -                 | -                              | -                              | -                              | 0     | 0     |
| 2022-2023             | Stade brestois 29     | Ligue 1               | -           | -           | -               | -               | -                 | -                 | -                              | -                              | -                              | 0     | 0     |
| 2023-2024             | Stade brestois 29     | Ligue 1               | 3           | 0           | 3               | 0               | -                 | -                 | -                              | -                              | -                              | 6     | 0     |
| 2024-2025             | Stade brestois 29     | Ligue 1               | 2           | 0           | 4               | 0               | -                 | -                 | C1                             | 1                              | 0                              | 7     | 0     |
| Sous-total            | Sous-total            | Sous-total            | 5           | 0           | 7               | 0               | -                 | -                 | -                              | 1                              | 0                              | 13    | 0     |
| Total sur la carrière | Total sur la carrière | Total sur la carrière | 12          | 0           | 10              | 0               | 1                 | 0                 | -                              | 1                              | 0                              | 24    | 0     |

## Palmarès
Avec l'équipe des moins de 19 ans du Tours FC, il est finaliste de la Coupe Gambardella en 2018.